# Brozas
Brozas (extremadurai nyelven Las Broças) település Spanyolországban, Cáceres tartományban. Brozas Cáceres, Alcántara, Herreruela, Salorino, Villa del Rey, Mata de Alcántara, Navas del Madroño és Arroyo de la Luz községekkel határos. Lakosainak száma 1746 fő (2024).

## Népesség
A település népessége az elmúlt években az alábbi módon változott:
| Lakosok száma | 2364 | 2183 | 2248 | 2123 | 2070 | 1969 | 1927 | 1826 | 1790 | 1746 |
|               | 2001 | 2004 | 2006 | 2009 | 2011 | 2014 | 2016 | 2019 | 2021 | 2024 |